# Palácio Alferaki
O Palácio Alferaki é um palácio da Rússia localizado na cidade de Taganrog. Foi construído em 1848, pelo arquitecto Andrei Stackenschneider, como residência do rico mercador Nikolay Alferaki, na baixa de Taganrog, mais concretamente na "Ulitsa Frunze" (antiga Katolicheskaya).
O edifício está decorado com um pórtico, exibindo quatro colunas coríntias e moldagens de estuque em estilo neobarroco. No interior foi criado um conjunto de salas e um espaçoso vestíbulo com pintura de tecto.

## História
Os primeiros proprietérios do palácio foram Nikos Alferakis, o qual nascera em Taganrog e a sua família.
Mikhail Shchepkin permaneceu no Palácio Alferaki em Julho de 1863. Na década de 1870, depois de a família Alferaki entrar em bancarrota, o palaíco foi vendido ao mercador grego Negroponte. O seu jardim foi vendido à comunidade mercante. O palácio foi reaberto como "Assembleia Comercial". Anton Chekhov (enquanto estudante do Gymnasium Chekhov) visitou os concertos dados pelo clube comercial em 1876, e mais tarde mencionou o palácio nas suas novelas Ionych, Máscara e Minha vida.
Entre Fevereiro e Abril de 1918, o palácio tornou-se na sede do Conselho operário Soviet de Taganrog.
Mais tarde, durante a ocupação de 1918, alojou o hospital de guerra germânico e, em 1919 o pessoal de Anton Ivanovich Denikin.
Depois do estabelecimento do poder soviético em Taganrog, o edifício acomodou várias instituições. A partir de 1927 passou a alojar o Museu de Estudos Regionais (fundado em 1898 por Anton Chekhov).
O Palácio Alferaki foi renovado entre 1991 e 1996 e encontra-se, actualmente, aberto ao público como Museu de Estudos Regionais, apesar de continuar a ser mais conhecido como Palácio Alferaki.
O espaçoso vestíbulo com espantosa acústica também é usado pelo município nas cerimónias oficiais, especialmente na cerimónia anual em que os melhores alunos finalistas são honrados pelo presidente da câmara de Taganrog.

## Galeria de imagens do Palácio Alferaki

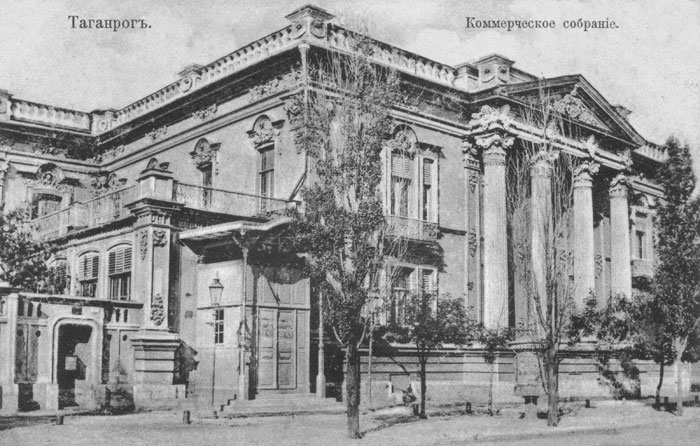
"Assembleia Comercial" no antigo palácio dos Alferaki, início do século XX.
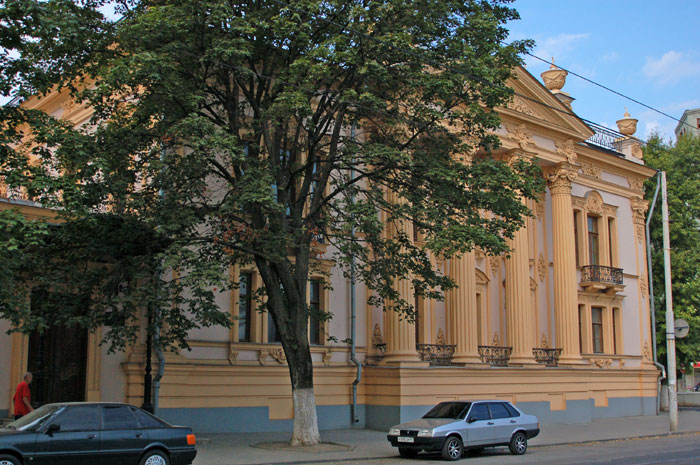
O Palácio Alferaki em 2006.
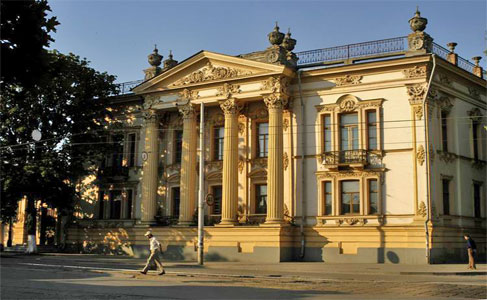
Fachada do Palácio Alferaki.
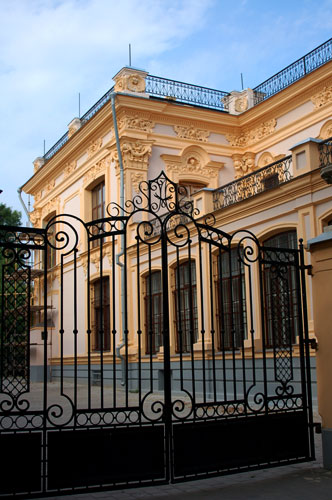
Portões do pátio do Palácio Alferaki (a partir da Ulitsa Frunze), em 2006.

## Colecções do museu
A base das colecções do museu é formada por fundos relacionados com famosas personalidades históricas e artísticas, incluindo autênticos pertences pessoais dos czares russos Alexandre I e Pedro I, do cançonestista e poeta Nestor Kukolnik, do fundador da Heráldica russa Alexander Lakier, da grande actriz Faina Ranevskaya, do autor de livros infantis Ivan Vasilenko, do compositor romântico Achilles Alferaki, do general Paul von Rennenkampf e de muitos outros.

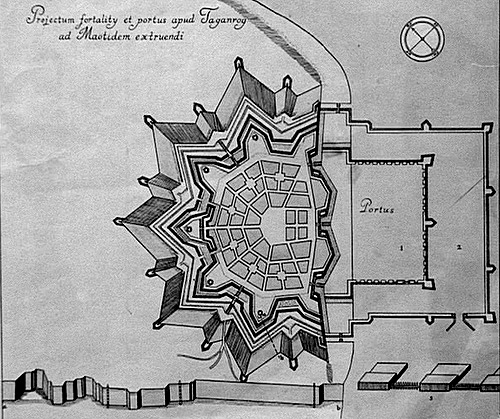
Projecto da Fortaleza da Santa Trindade e porto de Taganrog (establececido pelo engenheiro austríaco Barão Ernst Friedrich von Borgsdorf).
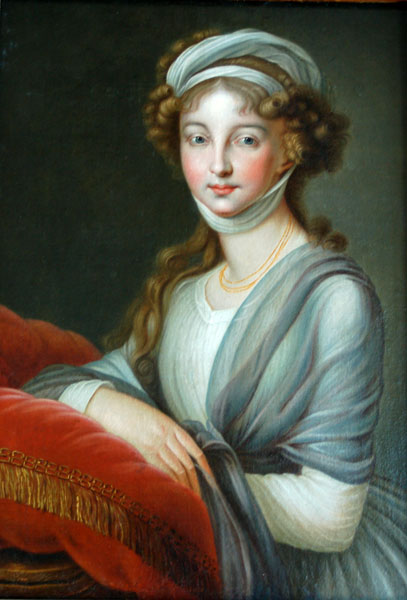
Retrato de Yelizaveta Alexeevna (fragmento, ligeiramente cultivado), nascida Luísa de Baden, esposa de Alexandre I da Rússia.
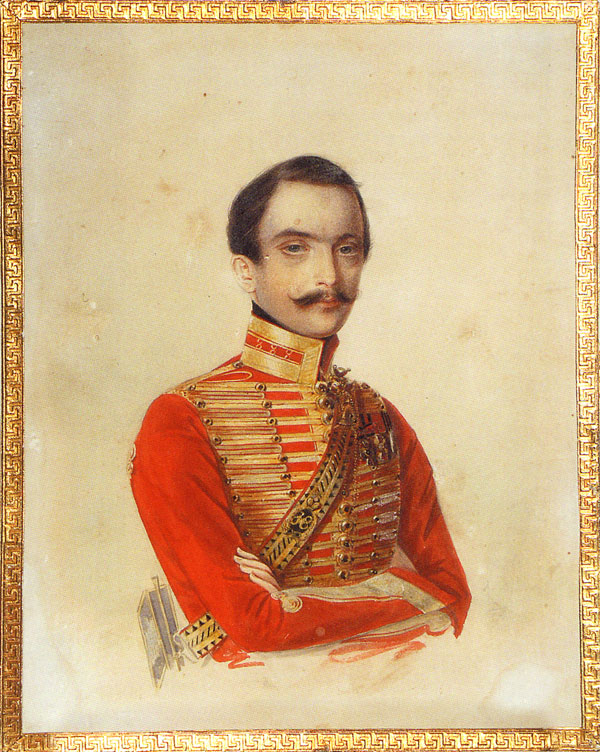
Retrato do Major-General Alexandre Remi, amigo de Mikhail Lérmontov.
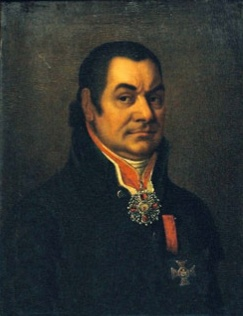
Retrato de Ioannis Varvakis atribuído a Vladimir Borovikovsky.
Livros de Alexander Lakier, fundador da Heráldica russa.Livros de Alexander Lakier, fundador da Heráldica russa.